# Ruth Albu
Ruth Albu (* 4. April 1908 in Berlin; † 27. Februar 2000 in Santa Barbara, Kalifornien) war eine deutsch-US-amerikanische Film- und Theaterschauspielerin.

## Leben
Ruth Albu war die zweite Tochter von Eugen Albu und Jenny Fischer. Albu begann ihre Bühnenlaufbahn 1925 am Lessing-Theater in Berlin. Es folgten weitere Engagements in Königsberg, Breslau und erneut in Berlin.
Ab 1928 verkörperte sie auch mehrere Filmrollen, darunter in Rasputins Liebesabenteuer, Die Republik der Backfische, Geschminkte Jugend – einem Film, der den Selbstmord einer Jugendlichen thematisiert, Hokuspokus und Feind im Blut.
Ab dem 29. Oktober 1930 war Albu mit Heinrich Schnitzler verheiratet, dem Sohn von Arthur Schnitzler. Ab Anfang 1930 verband sie eine enge Freundschaft mit Erich Maria Remarque, die auch nach ihrer Heirat bis 1932 fortbestand. Im September 1931 meldeten Zeitungen die angebliche Scheidung Ruth Albus und eine bevorstehende Heirat mit Remarque; Albu dementierte die Meldungen.
Da Ruth Albu als „nichtarisch“ eingestuft wurde, konnte sie ab 1935 nicht mehr in Deutschland arbeiten. So emigrierte sie in die USA und ließ sich 1941 in Hollywood nieder.
Dort agierte sie erneut auf der Bühne und konnte auch einige Filmrollen verkörpern, unter anderem in Hotel Berlin im Jahr 1945.

## Filmografie
- 1928: Rasputins Liebesabenteuer
- 1928: Die Republik der Backfische
- 1928/1929: Geschminkte Jugend
- 1930: Hokuspokus
- 1931: Feind im Blut
- 1944/1945: Hotel Berlin